# Indischer Schriftenkreis

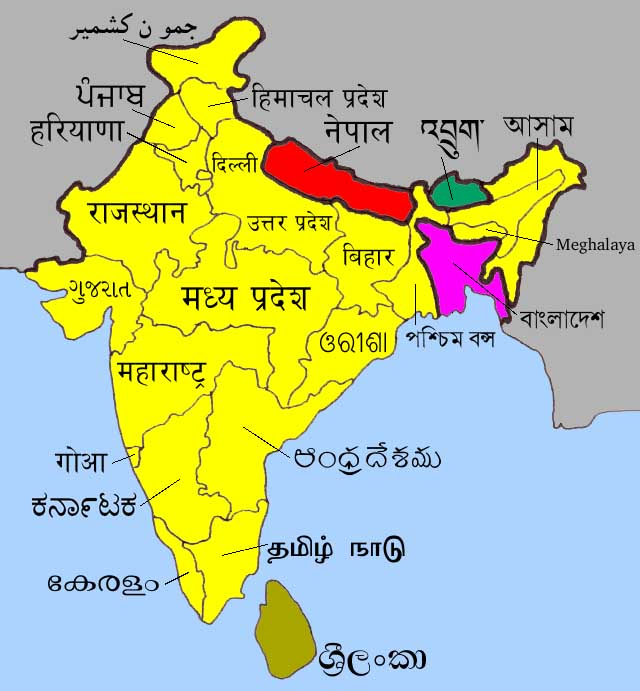
Indische Bundesstaaten und einige Nachbarländer in jeweils regionaler Schriftart

Schriftregionen der Welt

Unter dem indischen Schriftenkreis versteht man die Abkömmlinge der Brahmi-Schrift. Sie werden häufig als „indische Schriften“ bezeichnet, auch wenn einige davon außerhalb Indiens heimisch sind.
Südasien und das sich östlich anschließende Südostasien (einschließlich Indonesien) sind die Weltregion, in der heute die meisten unterschiedlichen Schriften verwendet werden. Dies gilt vor allem für den indischen Subkontinent mit den Ländern Bangladesch, Bhutan, Indien, Malediven, Nepal, Pakistan und Sri Lanka.
In Indien und anderen südasiatischen Ländern werden unter anderem die folgenden indischen Schriften verwandt: Bengalische Schrift, Devanagari, Gujarati-Schrift, Gurmukhi-Schrift, Kannada-Schrift, Malayalam-Schrift, Oriya-Schrift, singhalesische Schrift, Tamil-Schrift und Telugu-Schrift. Außerhalb des indischen Subkontinents werden beispielsweise die balinesische Schrift, die birmanische (Myanmar) Schrift, die   Khmer-Schrift, die laotische Schrift, die thailändische Schrift und die tibetische Schrift verwandt.

## Abgrenzung
Im Verbreitungsgebiet des indischen Schriftenkreises kommen insgesamt Schriftarten aus folgenden Gruppen vor:
- Indischer Schriftenkreis (Abkömmlinge der Brahmi-Schrift)
- Arabisch-Persisch (jeweils gesonderte Versionen zum Beispiel für Urdu, Sindhi, Kashmiri und Malaiisch)
- Ol Chiki (für die indische Munda-Sprache Santali)
- Thaana (für die indoarische Sprache Dhivehi auf den Malediven)
- Latein (in Indien neben Devanagari und anderen Schriften für das in Goa gesprochene Konkani sowie für einige Munda- und tibeto-birmanische Sprachen und die Mon-Khmer-Sprache Khasi; außerdem für die indische Amtssprache Englisch; in SO-Asien für Bahasa Indonesia, Bahasa Melayu und Vietnamesisch)

Während die Brahmi-Abkömmlinge sowie Ol Chiki und Thaana autochthon sind, sind die arabische und die lateinische Schrift importiert.

## Genealogie
Zur Herkunft der Brahmi-Schrift siehe Genealogie der vom Protosemitischen abgeleiteten Alphabete. 
Im Folgenden sind die Abkömmlinge der Brahmi-Schrift aufgeführt:
Brahmi-Schrift – ca. 250 v. Chr. (Indien, Sri Lanka)
- Cham-Schrift – ca. 200 n. Chr. (Vietnam, Kambodscha)
- Gupta-Schrift – ca. 400 n. Chr. (Nordindien)
  - Siddham – ca. 600 (Nordindien)
    - Tibetische Schrift – ca. 650 (Tibet)
      - Phagpa-Schrift – 1269 (Mongolei)
      - Lepcha-Schrift – ca. 1700 (Bhutan)
        - Limbu-Schrift – ca. 1740 (Sikkim)

  - Nagari-Schrift – ca. 750 (Indien)
    - Bengalische Schrift – ca. 1050 (Ostindien, Bangladesch)
      - Oriya-Schrift – ca. 1100 (Ostindien)

    - Devanagari – ca. 1100 (Indien)
      - Newari-Schrift (Ranjana) – ca. 1150 (Nepal)
        - Sojombo-Schrift – ca. 1686 (Mongolei)

      - Modi-Schrift – ca. 1600 (Indien)
      - Gujarati-Schrift – ca. 1600 (Indien)

  - Sharada-Schrift – ca. 770 (Pakistan)
    - Gurmukhi-Schrift – ca. 1539 (Pakistan, Nordindien)
- Vatteluttu – ca. 400 (Südindien)
  - Khmer-Schrift – ca. 600 (Kambodscha)
    - Thailändische Schrift – 1283 (Thailand)
      - Laotische Schrift – ca. 1350 (Laos)

  - Mon-Schrift – ca. 700 (Thailand, Burma)
    - Birmanische Schrift – ca. 1050 (Burma)
    - Lanna-Schrift – ca. 1350 (Thailand)

  - Alt-Kawi Abugida – ca. 775 (Indonesien)
    - Javanische Schrift – ca. 900 (Indonesien)
    - Balinesische Schrift – ca. 1000 (Indonesien)
    - Altsundanesische Schrift – ca. 1300 (Indonesien)
      - Formal Sundanese script – 1997 (Indonesien)

    - Batak – ca. 1300 (Indonesien)
    - Baybayin – ca. 1300 (Philippinen)
    - Buhid-Schrift – ca. 1300 (Philippinen)
    - Hanunó'o-Schrift – ca. 1300 (Philippinen)
    - Tagbanuwa-Schrift – ca. 1300 (Philippinen)
    - Lontara – ca. 1600 (Indonesien)
    - Rejang-Schrift – ? (Indonesien)
    - Lampung – ? (Indonesien)
    - Kerinci-Schrift – ? (Indonesien)
- Kadamba Abugida – ca. 450 (Südindien)
  - Kannada-Schrift – ca. 1500 (Südindien)
  - Telugu-Schrift – ca. 1500 (Südindien)
- Kalinga-Schrift – ca. 500 (Ostindien)
- Grantha – ca. 500 (Südindien)
  - Singhalesische Schrift – ca. 700 (Sri Lanka)
    - Dhives Akuru – ca. 1100 (Malediven)

  - Tamil-Schrift – ca. 700 (Indien, Sri Lanka)
    - Saurashtra – ca. 1900 (Südindien)

  - Malayalam-Schrift – ca. 1100 (Südindien)
- Tocharisch – ca. 500 (Westchina)
- Ahom – ca. 1250 (Ostindien)

## Textbeispiele
Die Formenvielfalt der indischen Schriften wird deutlich, wenn man denselben Satz (hier ein Satz in Sanskrit) in verschiedenen Schriften wiedergibt:

## Schriftliche Überlieferung
Das indische Klima ist der Konservierung alter Schriften und Texte nicht förderlich; so bleiben den landestypischen Schreibmaterialien, Palmblättern und Baumrinden, nur wenige Jahre, bevor sie verfallen. Überliefert sind daher hauptsächlich Schriften auf Münzen, Felsen und Bauwerken; die ältesten Manuskripte setzen erst mit dem 11. Jahrhundert n. Chr. ein. Traditionell gilt die schriftliche Überlieferung in Indien gegenüber der mündlichen als die unsicherere.
Die verwendeten Schreibmaterialien haben teilweise die Form der Zeichen beeinflusst.

## Besonderheiten
Die indischen Schriften sind rechtsläufig und kennen keine Groß- und Kleinschreibung.
Alle indischen Schriften gehören (zusammen mit wenigen anderen, zum Beispiel der äthiopischen Schrift) zu einem Schrifttyp, der zwischen Silbenschriften und Alphabetschriften steht:
- Vokale werden nur im Silbenanlaut voll geschrieben. Nach Konsonanten stehen nur Vokaldiakritika. Deren Verwendung ist jedoch zwingend erforderlich (Gegensatz zu Konsonantenschriften wie Arabisch und Hebräisch).
- Das „kurze a“ wird nach Konsonant nicht geschrieben (Null-Graph, auch als „inhärenter Vokal“ bezeichnet).
- Stattdessen wird die Vokallosigkeit eines Konsonanten durch ein zusätzliches Diakritikum („Virama“ oder „Halant“ genannt) angezeigt. In einigen neuindoarischen Sprachen (wie Hindi und Bengalisch) wird Halant nicht konsequent verwendet. Im Panjabi kommt Halant überhaupt nicht vor, so dass nicht zu erkennen ist, ob nach einem Konsonanten ein „a“ zu sprechen ist oder nicht.
- Aufeinanderfolgende vokallose Konsonanten werden meist zu Ligaturen zusammengezogen.

Die Bezeichnung für diese Schriften ist nicht einheitlich. Oft wird einfach die Bezeichnung Silbenschrift gewählt, die aber nicht nur diesen speziellen Typ umfasst; neuere Bezeichnungen sind Abugida und „Alphasyllabar“.

## Transliteration indischer Schriften
Die ältesten Sanskrit-Texte wurden zunächst mündlich weitergegeben. Erst in der Zeit um 400–300 v. Chr. wurden Kharoshti und Brahmi zur Darstellung des gesprochenen Wortes entwickelt. Obwohl diese sich zur Darstellung des Mittelindoarischen (MIA) eigneten, reichten sie nicht für die phonetische Darstellung des klassischen Sanskrits aus und wurden später diesbezüglich modifiziert. Obwohl Sanskrit in allen Abkömmlingen der Brahmi-Schrift dargestellt werden kann und wird, so hat sich doch Devanagari als Schriftform für die Darstellung des Sanskrit durchgesetzt. Sprachforscher des 19. Jahrhunderts haben Sanskrit in Devanagari wiedergeben lassen. Die von Friedrich Max Müller herausgegebene editio princeps des Rigveda war in Devanagari, ein außergewöhnlicher Akt zur damaligen Zeit, da die Typographen erst den Satz herstellen mussten.

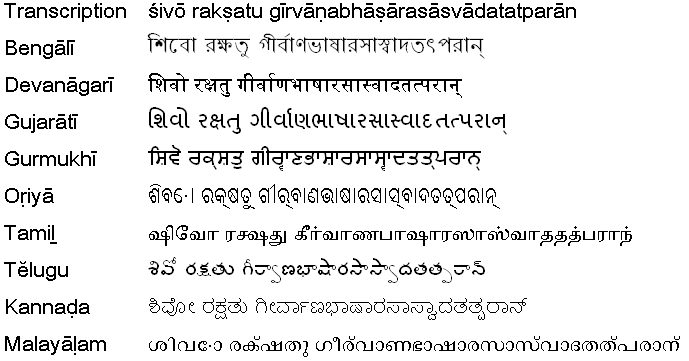
Sanskrit-Text in verschiedenen Schriften geschrieben: „Möge Shiva segnen, wem Sprache der Götter gefällt.“ (Kalidasa).

Seit dieser Zeit sahen Philologen die Notwendigkeit, Sanskrit auch mit lateinischen Buchstaben darzustellen. 1816 entwickelte Franz Bopp ein erstes Transliterationsschema, in dem die Vokallänge durch einen Zirkumflex (â, î, û) und die Aspiration durch einen spiritus asper (z. B. bʽ) dargestellt wurde. Die Sibilanten ṣ and ś wurden durch spiritus asper und lenis (sʽ, sʼ) dargestellt. Monier-Williams verwendete in seinem 1899 aufgelegten Wörterbuch ṡ und sh für ś and ṣ. Theodor Aufrecht veröffentlichte in seiner 1877 erschienenen Ausgabe das Rigveda in latinisiertem Sanskrit. Arthur Anthony Macdonell kam ebenfalls in seiner Grammatik des Vedischen (1917) ohne Devanagari aus. Fachpublikationen der Gegenwart nutzen zur Transliteration IAST und NLAC.

### Schemata unter Verwendung von Diakritika

#### IAST
Das Internationale Alphabet der Sanskrit-Transliteration (IAST) stellt den gebräuchlichsten akademischen Standard für die Darstellung des Sanskrit in lateinischen Buchstaben dar.

#### NLAC
Die National Library at Calcutta (NLAC) hat auf Basis des IAST einen Transliterationsstandard entwickelt, der für alle Indischen Schriften gilt, nicht nur für Sanskrit.

#### ISO 15919
ISO 15919 stellt einen Transliterationsstandard für alle Sprachen Südasiens dar. IAST und NLAC sind Subsets von ISO 159191/2001. ISO 15919 definiert die lateinische Darstellung in Unicode.
ISO-15919-Transliterationen sind plattformunabhängig und können somit auf allen Betriebssystemen identisch dargestellt werden. ISO 15919 verwendet Diakritika, um Grapheme der Brahmischriften darzustellen.

### ASCII-Schemata ohne Diakritika
ASCII-Transliteration trifft man häufig im Internet an. Alle ASCII-Schemata sind nichtoffizielle Translisterationskonventionen.

#### Harvard-Kyoto
Das Harvard-Kyoto-Schema ist ein Transliterationssystem, welches ASCII für die Darstellung von indischen Schriften wie Devanagari nutzt. Es nutzt keine Diakritika und wird nicht im akademischen Umfeld genutzt. Häufigstes Anwendungsgebiet: E-Mail und Internet.

#### ITRANS
Die „Indian languages TRANSliteration“ (ITRANS) ist ebenfalls ein ASCII-Schema für indische Schriften (etwa Devanāgarī). Entwickelt wurde es von Avinash Chopde. Es ist umfangreicher als Harvard-Kyoto, mit dem es zum Großteil identisch ist. Durch die Verbreitung von Unicode ist es ebenso wie andere ASCII-Schemata obsolet geworden, ist aber im Internet noch weit verbreitet. Tabellen s. International Alphabet of Sanskrit Transliteration.

## Alphabetische Anordnung
Die alphabetische Anordnung der Zeichen ist streng phonetisch und im Wesentlichen für alle Sprachen gleich. Diese systematische Darstellungsweise zeugt von den hervorragenden sprachwissenschaftlichen Fähigkeiten der „alten Inder“, die schon vor mehr als 2300 Jahren Phonetik und Phonologie ihrer Sprache klar erkannten und systematisch genau beschrieben.
Die alphabetische Anordnung indischer Schriften wird hier zunächst für die im Sanskrit verwendeten Zeichen in lateinischer Transliteration (nach ISO 15919) beschrieben. Dabei wird auf Angaben zur Aussprache verzichtet, da diese von Sprache zu Sprache variiert.
Die Zeichen werden in Silbenträger („Vokale“) und Konsonanten unterteilt:
- Silbenträger („Vokale“)

- Konsonanten mit den Untergruppen:
  - Verschlusslaute
  - Sonoranten („Halbvokale“)
  - Sibilanten und h

Die Silbenträger werden meist als „Vokale“ bezeichnet, obwohl sie auch die silbischen Konsonanten [r] und [l] umfassen.

### Silbenträger
| Monophthonge          | a ā i ī u ū |
| silbische Konsonanten | r̥ r̥̄ l̥ (l̥̄)   |
| „Diphthonge“          | e ai o au   |

Bei Monophthongen und silbischen Konsonanten wird zwischen kurzen und langen Lauten unterschieden. Allerdings stellt das lange silbische „l“ nur ein Konstrukt dar, das von den altindischen Grammatikern aus Symmetriegründen postuliert wurde. Sein einziges Vorkommen ist sein Name!
‹e› und ‹o› sind im Sanskrit immer lang. Obwohl sie Monophthonge sind, werden sie als „Diphthonge“ bezeichnet und eingeordnet. Dies ist aus Gründen der Morphophonemik des Sanskrit sinnvoll.
Im Alphabet folgen Zusatzzeichen, die als Diakritika nach Vokalen verwendet werden. Sie werden daher ebenfalls mit den Vokalen aufgezählt:
| ṁ (Anusvāra) | m̐ (Anunāsika) | ḥ (Visarga) |

Anusvara und Anunasika bezeichnen die Nasalierung, Visarga einen stimmlosen, [h]-ähnlichen Nachklang von Vokalen.

### Konsonanten
Die Verschlusslaute werden in einer Tabelle mit fünf Zeilen und fünf Spalten angeordnet. Die Zeilen entsprechen der Artikulationsstelle in der Reihenfolge velar – palatal – retroflex – dental – labial (das heißt in Richtung des Luftstroms beim Sprechen). Die Spalten entsprechen den Merkmalen der Artikulationsart stimmlos/stimmhaft, unaspiriert/aspiriert und nasal.
| stimmhaft aspiriert nasal | − | − + − | + − | + − | + − + |
| ------------------------- | - | ----- | --- | --- | ----- |
| Velare                    | k | kh    | g   | gh  | ṅ     |
| Palatale                  | c | ch    | j   | jh  | ñ     |
| Retroflexe                | ṭ | ṭh    | ḍ   | ḍh  | ṇ     |
| Dentale                   | t | th    | d   | dh  | n     |
| Labiale                   | p | ph    | b   | bh  | m     |

Es folgt die Reihe der Sonoranten, auch als „Halbvokale“ bezeichnet:
| y | r | l | v |

Aus heutiger Sicht sind nur ‹y› und ‹v› Halbvokale (richtiger: Approximanten). Man kann sie auch als nichtsilbisches Vorkommen der Vokale [i] und [u] ansehen. Wenn man silbisch vorkommendes [r] und [l] als Vokale bezeichnet, ist es logisch, deren nichtsilbisches Vorkommen als „Halbvokale“ zu bezeichnen. In der modernen Phonetik zählen [r] und [l] jedoch immer zu den Konsonanten, unabhängig davon, ob sie silbisch oder nichtsilbisch auftreten.
Die letzte Reihe enthält die Sibilanten (in der Reihenfolge palatal – retroflex – dental) und das glottale h:
| ś | ṣ | s | h |

Von den altindischen Grammatikern wurden die Artikulationsstellen der Verschlusslaute wie folgt bezeichnet:
- Velare: कण्ठ्य kaṇṭhya (< कण्ठ kaṇṭha Kehle, Hals)
- Palatale: तालव्य tālavya (< तालु tālu Gaumen)
- Retroflexe: मूर्धन्य mūrdhanya (< मूर्धन् mūrdhan Gipfel, höchste Stelle des Gaumens; auch: Stirn Schädel, Kopf, Spitze)
- Dentale: दन्त्य dantya (< दन्त danta Zahn)
- Labiale: ओष्ठ्य oṣṭhya (< ओष्ठ oṣṭha Lippe)

Auch heute noch begegnet man in der Indologie häufig den veralteten, ungenauen Bezeichnungen „Gutturale“ (lat.: guttur ‚Kehle‘) für Velare oder „Kakuminale“ (lat.: cacumen ‚Gipfel, höchster Punkt‘) und „Zerebrale“ (lat.: cerebrum ‚Gehirn‘) für Retroflexe.

## Devanagari als typologisches Beispiel

### Alphabet
Als Beispiel für ein indisches Alphabet sei hier die Devanagari-Schrift mit den für Sanskrit verwendeten Zeichen und deren wahrscheinlicher Aussprache nach dem Internationalen Phonetischen Alphabet (IPA) gezeigt (Der den Konsonanten inhärente Vokal wurde hier weggelassen.):
Für das im Vedischen als Allophon von /ɖ/ auftretende retroflexe [ɭ] gibt es zusätzlich ळ. Dieses wird auch in neuindischen Sprachen (beispielsweise Marathi) verwendet.

### Vokal-Diakritika
Die Verwendung der Vokal-Diakritika wird hier am Beispiel des Konsonanten‹k›gezeigt:

### Sonderfall /r/
Die Sonderstellung des r als „Vokal“ und „Halbvokal“ kommt in den indischen Schriften zum Ausdruck. Sie wird hier für Devanagari beschrieben.
Silbisches /r/ wird graphisch wie ein Vokal behandelt. Das bedeutet, dass es nur im Silbenanlaut voll geschrieben wird. Nach Konsonant steht nur das zugehörige Diakritikum.
Nicht silbisches /r/ wird nur am Wortanfang und intervokalisch in seiner „Vollform“ geschrieben.
In Konsonantenclustern werden Diakritika verwendet, die je nach Position des r in der Konsonantengruppe eine unterschiedliche Form haben.‹r›als erste Komponente der Gruppe wird an das Silbenende verschoben und dort als Häkchen über den Vokal gesetzt. Diese Form wird Reph genannt.
‹r›als letzte Komponente der Gruppe wird als kleiner Schrägstrich oder Winkel unter den vorhergehenden Konsonanten gesetzt:
In einigen indischen Schriften gelten solche Positionsvarianten auch für die übrigen „Halbvokale“. Beispiele für Devanagari (V = Vokal; C = Konsonant; Vr = Vokal mit Reph; Cr = Konsonant mit darunter gesetztem r-Diakritikum):

### Ligaturen
Gruppen von 2 und mehr Konsonanten, von denen nur der letzte von einem Vokal (oder Diphthong) gefolgt ist, werden zu einer Ligatur verschmolzen. Deren Komponenten sind meist noch deutlich zu erkennen. In Sonderfällen können auch völlig neue Zeichen gebildet werden.
Die folgenden Beispiele stellen nur eine kleine Auswahl dar. In der Devanagari-Schrift kommen einige hundert Ligaturen vor.
Einfache Devanagari-Ligaturen
Komplexe Devanagari-Ligaturen

### Schreibsilben
Die Zeichenfolge „Konsonant(encluster) + Vokal ± Vokalzusatzzeichen“ wird in den indischen Schriften zu einer Schreibsilbe (Akshara) zusammengefasst. Diese muss nicht identisch mit einer Sprechsilbe sein. Morphemgrenzen können auch mitten in einem graphischen Konsonantencluster liegen. (Siehe auch unter Inhärenter Vokal)

### Linearität
Die Schriften des indischen Schriftenkreises verlaufen zwar als Ganzes betrachtet linear. Innerhalb einer Schreibsilbe ist jedoch sehr häufig eine Nichtlinearität festzustellen.
Als Beispiel sei das Hindi-Wort für „Student“ angeführt: In der ersten Schreibsilbe steht das Diakritikum für das kurze‹i›vor dem zugehörigen Konsonanten‹v›. Die zweite Silbe enthält die Ligatur‹dy›, deren Komponenten übereinander stehen. Das am Anfang der letzten Silbe gesprochene r erscheint erst am Silbenende über dem Vokal als „Reph“.
Diese Besonderheiten der indischen Schriften machen für sprachwissenschaftliche Untersuchungen und für didaktische Zwecke eine Transliteration in eine konsequent lineare Schrift, wie zum Beispiel die lateinische, zwingend erforderlich.

## Anpassung an Einzelsprachen
Da die meisten modernen indischen Sprachen mehr als die oben für Sanskrit beschriebenen Laute enthalten, mussten deren Alphabete um einige Zeichen erweitert werden. Im Falle des Tamil wurde die Anzahl der Zeichen erheblich reduziert, da stimmhafte Plosive nur als Allophone der stimmlosen vorkommen und da es im Tamil keine Aspiration gibt.

### Zusätzliche Zeichen
In nordindischen Schriften dienen häufig Diakritika zur Erweiterung des Zeichensatzes, wie ein untergesetzter Punkt („Nukta“) oder Strich. Einige Zeichen wurden auch neu gebildet.
Es folgen Beispiele für Devanagari, Tamil, Kannada, Singhalesisch und Tibetisch:

#### Devanagari
Im Rajasthani werden die Vollformen von ‹e› und ‹ai› geschrieben, indem man अ als „Vokalträger“ benutzt und die Vokaldiakritika damit verbindet:
Diese Schreibweise wurde eine Zeit lang auch für das Hindi propagiert, um das Erlernen der Schrift zu erleichtern und damit die Verbreitung von Hindi als Nationalsprache zu fördern:

#### Dravidische Sprachen
Hier muss zwischen langem und kurzem e und o unterschieden werden. Ursprünglich wurde dies in den südindischen Schriften graphisch nicht bezeichnet. Zusätzliche Zeichen für ‹ē› und ‹ō› wurden vom italienischen Missionar Constanzo Beschi (1680–1774) eingeführt.
Bei deren lateinischer Transliteration ist zu beachten, dass in dravidischen Schriften ‹e› und ‹o› immer für den kurzen Vokal, ‹ē› und ‹ō› für den langen stehen, während die entsprechenden Devanagari-Zeichen als ‹ĕ› und ‹ŏ› den kurzen Vokal, ‹e› und ‹o› immer den langen bezeichnen:
Zur Wiedergabe spezifisch dravidischer Laute (retroflexer Approximant, alveolares r und n) enthalten die südindischen Alphabete zusätzliche Zeichen. Im Tamil wird außerdem ein Diakritikum für [f] und [z] verwendet:
Kannada besitzt ein eigenes Diakritikum für Vokallänge. Dieses erscheint als letztes Zeichen einer Schreibsilbe:

#### Singhalesisch
Es wurden Zeichen für weitere Vokale, für pränasalierte Konsonanten und [f] geschaffen.
Die Zeichen für die pränasalierten Konsonanten entstanden aus den zugehörigen nicht pränasalierten durch Hinzufügen eines zusätzlichen Bogens als Diakritikum.

#### Tibetisch
Auch bei der Entwicklung einer Schrift für das Tibetische aus einer indischen Schrift fehlten einige Zeichen für tibetische Laute. Die Zeichen für die dentalen Affrikaten wurden aus den Palatalen durch Hinzufügen eines Diakritikums gebildet. Andere Zeichen wurden neu geschaffen oder durch Spiegelung vorhandener Zeichen erhalten.
Später wurden zum Transliterieren von Sanskrit-Texten weitere Zeichen, insbesondere zur Darstellung der Retroflexen und der aspirierten stimmhaften Plosive, eingeführt.

#### Birmanisch, Khmer, Thai
Diese Schriften wurden um Tonmarken und zahlreiche Vokalzeichen, Thai auch um Konsonantenzeichen erweitert.

### Vokaldiakritika in indischen Schriften
In der Brahmi-Schrift wurden die Vokaldiakritika als kleine an den Konsonanten angefügte Striche dargestellt. Mit der Weiterentwicklung der Schriften änderten die Diakritika ihre Form, Größe und Position. Teilweise wurden sie auch aufgespalten. Die folgende Tabelle zeigt eine Auswahl:

### Silbische Konsonanten und Sonderformen von r
In den neuindoarischen Sprachen gibt es keine silbischen Konsonanten mehr. Die historische Schreibweise des silbischen r ist zwar erhalten geblieben, die Aussprache hat sich aber in einigen Sprachen zu [ri], in anderen zu [ru] gewandelt.
Die Gurmukhi-Schrift ist hier am konsequentesten: Sie hat weder ein Zeichen für silbisches r noch für Reph.
In den dravidischen Sprachen (genauer gesagt: im dravidischen Wortgut dieser Sprachen) gibt es keine silbischen Konsonanten. Die Tamil-Schrift besitzt daher kein Zeichen für silbisches r. Auch für die anderen Vorkommen von r besitzt Tamil keine Sonderzeichen.
Kannada, Malayalam und Telugu haben Zeichen für alle silbischen Konsonanten des Sanskrit. Kannada hat auch noch Reph. Dieses wird aber in der reformierten Schreibweise von Malayalam und Telugu nicht mehr benutzt.

### Ligaturen
Das oben für Devanagari dargestellte Prinzip gilt im Wesentlichen für alle nordindischen Schriften, das heißt, hier behält in vielen Fällen der letzte Konsonant einer Ligatur seine ursprüngliche Form. In den Schriften für die südindischen (dravidischen) Sprachen Kannada und Telugu wird jeweils der erste Konsonant voll geschrieben, die nächsten werden in verkleinerter und etwas abgewandelter Form darunter oder dahinter angefügt. Der zugehörige Vokal verschmilzt mit dem voll geschriebenen Konsonanten zu einer Ligatur.
Beispiel Kannada:
Gurmukhi (Panjabi), das moderne Singhalesisch und Tamil verwenden fast keine Ligaturen mehr.
Im Tibetischen, Birmanischen, Khmer und Laotischen werden Konsonantengruppen analog Kannada und Telugu durch Untereinanderschreiben dargestellt.
Das moderne Thai besitzt keine Ligaturen.

### Orthographie

#### Indoarische Sprachen
Die Devanagari-Schrift gibt den Phonembestand des Sanskrit recht gut wieder. Die Phonemsysteme der neuindoarischen Sprachen haben sich unterschiedlich weiterentwickelt, ohne dass die Schreibweise der Wörter der neuen Aussprache nennenswert angepasst wurde. Daraus ergaben sich historische Orthographien.
Am auffälligsten sind die Veränderungen in den östlichen neuindoarischen Sprachen Assamesisch, Bengali und Oriya. Wesentliche Veränderungen sind hier:
- Der inhärente Vokal wird hier als [ɔ] oder [ɒ] gesprochen.
- Die Sibilanten ś ṣ s sind zusammengefallen, und zwar im Bengali zu [ʃ], im Oriya zu [s], im Assamesischen zu [x].
- Im Assamesischen sind die Palatalen zu [s] geworden und die Retroflexe sind mit den Dentalen zusammengefallen.
- Die Bestandteile einiger Konsonantencluster sind einander phonetisch angeglichen worden.

In den neuindoarischen Sprachen, außer Oriya und Singhalesisch, wird der inhärente Vokal oft nicht gesprochen, ohne dass dies in der Schrift durch Halant oder Ligaturbildung dargestellt wird. Beispiel Alexis:
Der stumme inhärente Vokal kommt beim Rezitieren von Gedichten und beim Singen wieder zum Vorschein. (Analoges kann man beim „stummen e“ des Französischen beobachten.)
In der Gurmukhi-Schrift (Panjabi) kommt Halant überhaupt nicht vor, so dass man nicht erkennen kann, ob nach einem Konsonanten der inhärente Vokal zu sprechen ist oder nicht.
Eine weitere Besonderheit des Panjabi ist, dass die aspirierten stimmhaften Plosive Aspiration und Stimmhaftigkeit verloren haben. Die den Wortakzent tragende Silbe eines diese Zeichen enthaltenden Wortes erhält dafür einen Hoch- oder Tiefton. Die aspirierten stimmhaften Plosive werden weiterhin geschrieben, so dass man erkennt, ob ein Wort einen Ton besitzt.

#### Dravidische Sprachen
Bei der Tamil-Schrift wurde die Anzahl der Zeichen drastisch vermindert, da die Sprache keine aspirierten Laute besitzt und da bei den Plosiven Stimmhaftigkeit nur allophonisch vorkommt. Man vergleiche das Tamil-Alphabet mit dem Devanagari-Alphabet:
Die Laute der vorletzten Reihe (außer ள) kommen nur in dravidischen Sprachen vor. Die der letzten Reihe sind aus der Grantha-Schrift entlehnt, um wenigstens in einigen Fällen Sanskrit-Wörter korrekt schreiben zu können. Meist sind diese jedoch in Tamil-Schrift kaum als solche wiederzuerkennen; allerdings entspricht dies der Aussprache im modernen Tamil.
Will man Sanskrit phonetisch korrekt in die Tamil-Schrift transliterieren, so kann man sich zweier Methoden bedienen:
- Verwenden von diakritischen Ziffern für die im Tamil fehlenden Plosive,
- Importieren der fehlenden Zeichen aus der Grantha-Schrift.

Die Vermischung von Sanskrit mit einer Dravidischen Sprache wird „Manipravala“ genannt. Sie ist vergleichbar mit der „Denglisch“ genannten Vermischung von Deutsch und Englisch. Wie im Denglischen, wo ein englisches Wort eine deutsche Endung annehmen kann (z. B. „download-en“), kann auch in Manipravala ein Sanskritwort eine Tamil-Endung erhalten. Dabei kann man in älteren Tamil-Texten oder bei einzelnen besonders stark am Sanskrit orientierten modernen Schreibern beobachten, dass die Sanskrit-Komponente in Grantha-Schrift, die Tamil-Endung in Tamil-Schrift geschrieben wird (auch bei „downloaden“ bleibt ja die englische Orthographie von „download“ erhalten):
Die übrigen dravidischen Schriften enthalten alle für das Schreiben von Sanskrit-Wörtern erforderlichen Zeichen. Es besteht jedoch ein Unterschied in den Orthographien von Malayalam einerseits und Kannada/Telugu andererseits.
Im Malayalam wird für dravidische Wörter analog dem Tamil die dem dravidischen Phonemsystem entsprechende Schreibung verwendet, während für Sanskrit-Wörter die Sanskrit-Orthographie gilt.
Im Kannada und im Telugu werden alle Wörter, unabhängig von ihrer Herkunft, phonetisch geschrieben.

#### Tibetisch
Die Tibetische Orthographie ist extrem historisch. Sie gibt den Sprachstand von vor mehr als 1000 Jahren wieder. So werden bezogen auf die moderne Sprache große Mengen „überflüssiger“ Buchstaben mitgeschleppt, die aus längst aus der Sprache verschwundenen Morphemen stammen. Die folgenden vier Wörter werden alle [ɡʲuɡ] ausgesprochen! Es sind die Stammformen des Verbs „laufen“.
Das Nachschlagen tibetischer Wörter im Wörterbuch sucht an Kompliziertheit seinesgleichen. Die vorstehenden vier Wörter sind unter „g“ nachzuschlagen, wobei für die mit dem „g“ verbundenen Konsonanten Zusatzregeln zu beachten sind.

#### Khmer
Das Khmer hat eine sehr hohe Anzahl von Vokalphonemen (mehr als 30 einschließlich Diphthonge). Hierfür wurden zusätzliche Zeichen geschaffen. Um deren Anzahl so gering wie möglich zu halten, unterteilte man die Plosiven des indischen Alphabets in zwei Serien: Serie 1 enthält die Zeichen, die in indischen Alphabeten für stimmlose Konsonanten standen, Serie 2 die für stimmhafte. Die bedeutet nicht, dass im Khmer alle Konsonanten von Serie 1 heute stimmlos, alle von Serie 2 heute stimmhaft sind. Vielmehr bezeichnet ein und dasselbe Vokalzeichen einen unterschiedlichen Vokal, je nachdem, ob es mit einem Konsonanten der Serie 1 oder 2 verbunden ist. Das ergab eine Halbierung der erforderlichen Vokalzeichen. Die Khmer-Schrift enthält darüber hinaus noch zwei Diakritika, mit deren Hilfe ein bei einem Konsonanten der Serie 1 stehendes Vokaldiakritikum die zu Serie 2 gehörige Aussprache erhält und umgekehrt.

## Tabellen
Hier sind die Zeichen verschiedener indischer Schriften aufgeführt. Die Umschrift ist als Umschrift der National Library at Calcutta und Aussprache durch das Internationale Phonetische Alphabet (IPA) dargestellt. Diese Liste ist unvollständig, da einige Zeichen nicht dargestellt sind.
Hinweis: in einigen der dargestellten Sprachen ist die Aussprache der Aspirata identisch mit den nicht aspirierten Lauten.

### Konsonanten
| NLAC | IPA | Devanagari | Bengalisch | Gurmukhi | Gujarati | Oriya | Tamil | Telugu | Kannada | Malayalam | Sinhala | Tibetisch |
| ---- | --- | ---------- | ---------- | -------- | -------- | ----- | ----- | ------ | ------- | --------- | ------- | --------- |
| k    | k   | क          | ক          | ਕ        | ક        | କ     | க     | క      | ಕ       | ക         | ක       | ཀ         |
| kh   | kʰ  | ख          | খ          | ਖ        | ખ        | ଖ     | –     | ఖ      | ಖ       | ഖ         | ඛ       | ཁ         |
| g    | ɡ   | ग          | গ          | ਗ        | ગ        | ଗ     | –     | గ      | ಗ       | ഗ         | ග       | ག         |
| gh   | ɡʱ  | घ          | ঘ          | ਘ        | ઘ        | ଘ     | –     | ఘ      | ಘ       | ഘ         | ඝ       | -         |
| ṅ    | ŋ   | ङ          | ঙ          | ਙ        | ઙ        | ଙ     | ங     | ఙ      | ಙ       | ങ         | ඞ       | ང         |
| c    | c   | च          | চ          | ਚ        | ચ        | ଚ     | ச     | చ      | ಚ       | ച         | ච       | ཅ         |
| ch   | cʰ  | छ          | ছ          | ਛ        | છ        | ଛ     | –     | ఛ      | ಛ       | ഛ         | ඡ       | ཆ         |
| j    | ɟ   | ज          | জ          | ਜ        | જ        | ଜ     | ஜ     | జ      | ಜ       | ജ         | ජ       | ཇ         |
| jh   | ɟʱ  | झ          | ঝ          | ਝ        | ઝ        | ଝ     | –     | ఝ      | ಝ       | ഝ         | ඣ       | -         |
| ñ    | ɲ   | ञ          | ঞ          | ਞ        | ઞ        | ଞ     | ஞ     | ఞ      | ಞ       | ഞ         | ඤ       | ཉ         |
| ṭ    | ʈ   | ट          | ট          | ਟ        | ટ        | ଟ     | ட     | ట      | ಟ       | ട         | ට       | ཊ         |
| ṭh   | ʈʰ  | ठ          | ঠ          | ਠ        | ઠ        | ଠ     | –     | ఠ      | ಠ       | ഠ         | ඨ       | ཋ         |
| ḍ    | ɖ   | ड          | ড          | ਡ        | ડ        | ଡ     | –     | డ      | ಡ       | ഡ         | ඩ       | ཌ         |
| ḍh   | ɖʱ  | ढ          | ঢ          | ਢ        | ઢ        | ଢ     | –     | ఢ      | ಢ       | ഢ         | ඪ       | -         |
| ṇ    | ɳ   | ण          | ণ          | ਣ        | ણ        | ଣ     | ண     | ణ      | ಣ       | ണ         | ණ       | ཎ         |
| t    | t̺   | त          | ত          | ਤ        | ત        | ତ     | –     | త      | ತ       | ത         | ත       | ཏ         |
| th   | t̺ʰ  | थ          | থ          | ਥ        | થ        | ଥ     | த     | థ      | ಥ       | ഥ         | ථ       | ཐ         |
| d    | d̺   | द          | দ          | ਦ        | દ        | ଦ     | –     | ద      | ದ       | ദ         | ද       | ད         |
| dh   | d̺ʰ  | ध          | ধ          | ਧ        | ધ        | ଧ     | –     | ధ      | ಧ       | ധ         | ධ       | -         |
| n    | n   | न          | ন          | ਨ        | ન        | ନ     | ந     | న      | ನ       | ന         | න       | ན         |
| ṉ    | n   | ऩ          | –          | –        | –        | –     | ன     | –      | –       | –         | -       | -         |
| p    | p   | प          | প          | ਪ        | પ        | ପ     | ப     | ప      | ಪ       | പ         | ප       | པ         |
| ph   | pʰ  | फ          | ফ          | ਫ        | ફ        | ଫ     | –     | ఫ      | ಫ       | ഫ         | ඵ       | ཕ         |
| b    | b   | ब          | ব          | ਬ        | બ        | ବ     | –     | బ      | ಬ       | ബ         | බ       | བ         |
| bh   | bʱ  | भ          | ভ          | ਭ        | ભ        | ଭ     | –     | భ      | ಭ       | ഭ         | භ       | -         |
| m    | m   | म          | ম          | ਮ        | મ        | ମ     | ம     | మ      | ಮ       | മ         | ම       | མ         |
| y    | j   | य          | য          | ਯ        | ય        | ଯ     | ய     | య      | ಯ       | യ         | ය       | ཡ         |
| r    | r   | र          | র/ৰ        | ਰ        | ર        | ର     | ர     | ర      | ರ       | ര         | ර       | ར         |
| ṟ    | r   | ऱ          | –          | –        | –        | –     | ற     | ఱ      | ಱ       | റ         | –       | -         |
| l    | l   | ल          | ল          | ਲ        | લ        | ଲ     | ல     | ల      | ಲ       | ല         | ල       | ལ         |
| ḷ    | ɭ   | ळ          | –          | ਲ਼        | ળ        | ଳ     | ள     | ళ      | ಳ       | ള         | ළ       | -         |
| ḻ    | ɻ   | ऴ          | –          | –        | –        | –     | ழ     | ఴ      | ೞ       | ഴ         | –       | -         |
| v    | ʋ   | व          | ৱ          | ਵ        | વ        | –     | வ     | వ      | ವ       | വ         | ව       | ཝ         |
| ś    | ɕ   | श          | শ          | ਸ਼        | શ        | ଶ     | ஶ     | శ      | ಶ       | ശ         | ශ       | ཤ         |
| ṣ    | ʂ   | ष          | ষ          | –        | ષ        | ଷ     | ஷ     | ష      | ಷ       | ഷ         | ෂ       | ཥ         |
| s    | s   | स          | স          | ਸ        | સ        | ସ     | ஸ     | స      | ಸ       | സ         | ස       | ས         |
| h    | h   | ह          | হ          | ਹ        | હ        | ହ     | ஹ     | హ      | ಹ       | ഹ         | හ       | ཧ         |

### Vokale
| NLAC | IPA | Devanagari | Devanagari | Bengalisch | Bengalisch | Gurmukhi | Gurmukhi | Gujarati | Gujarati | Oriya | Oriya | Tamil | Tamil | Telugu | Telugu | Kannada | Kannada | Malayalam | Malayalam | Sinhala | Sinhala | Tibetisch | Tibetisch |
| ---- | --- | ---------- | ---------- | ---------- | ---------- | -------- | -------- | -------- | -------- | ----- | ----- | ----- | ----- | ------ | ------ | ------- | ------- | --------- | --------- | ------- | ------- | --------- | --------- |
| a    | ə   | अ          | –          | অ          | –          | ਅ        | –        | અ        | –        | ଅ     | –     | அ     | க     | అ      | –      | ಅ       | –       | അ         | ക         | අ       | ක       | ཨ         | -         |
| ā    | ɑː  | आ          | का          | আ          | কা          | ਆ        | ਕਾ        | આ        | કા        | ଆ     | କା     | ஆ     | கா     | ఆ      | కా      | ಆ       | ಕಾ       | ആ         | കാ         | ආ       | කා       | –         | -         |
| æ    |     |            |            |            |            |          |          |          |          |       |       |       |       |        |        |         |         |           |           | ඇ       | කැ       |           |           |
| ǣ    |     |            |            |            |            |          |          |          |          |       |       |       |       |        |        |         |         |           |           | ඈ       | කෑ       |           |           |
| i    | i   | इ          | कि          | ই          | কি          | ਇ        | ਕਿ        | ઇ        | કિ        | ଇ     | କି     | இ     | கி     | ఇ      | కి      | ಇ       | ಕಿ       | ഇ         | കി         | ඉ       | කි       | ཨི         | ཀི         |
| ī    | iː  | ई          | की          | ঈ          | কী          | ਈ        | ਕੀ        | ઈ        | કી        | ଈ     | କୀ     | ஈ     | கீ     | ఈ      | కీ      | ಈ       | ಕೀ       | ഈ         | കീ         | ඊ       | කී       | –         | -         |
| u    | u   | उ          | कु          | উ          | কু          | ਉ        | ਕੁ        | ઉ        | કુ        | ଉ     | କୁ     | உ     | கு     | ఉ      | కు      | ಉ       | ಕು       | ഉ         | കു         | උ       | කු       | ཨུ         | ཀུ         |
| ū    | uː  | ऊ          | कू          | ঊ          | কূ          | ਊ        | ਕੂ        | ઊ        | કૂ        | ଊ     | କୂ     | ஊ     | கூ     | ఊ      | కూ      | ಊ       | ಕೂ       | ഊ         | കൂ         | ඌ       | කූ       | –         | -         |
| e    | e   | ऎ          | कॆ          | –          | –          | –        | –        | –        | –        | –     | –     | எ     | கெ     | ఎ      | కె      | ಎ       | ಕೆ       | എ         | കെ         | එ       | කෙ       | –         | -         |
| ē    | eː  | ए          | के          | এ          | কে          | ਏ        | ਕੇ        | એ        | કે        | ଏ     | କେ     | ஏ     | கே     | ఏ      | కే      | ಏ       | ಕೇ       | ഏ         | കേ         | ඒ       | කේ       | ཨེ         | ཀེ         |
| ai   | ai  | ऐ          | कै          | ঐ          | কৈ          | ਐ        | ਕੈ        | ઐ        | કૈ        | ଐ     | କୈ     | ஐ     | கை     | ఐ      | కై      | ಐ       | ಕೈ       | ഐ         | കൈ         | ඓ       | කෛ       | –         | -         |
| o    | o   | ऒ          | कॊ          | –          | –          | –        | –        | –        | –        | –     | –     | ஒ     | கொ     | ఒ      | కొ      | ಒ       | ಕೊ       | ഒ         | കൊ         | ඔ       | කො       | –         | -         |
| ō    | oː  | ओ          | को          | ও          | কো          | ਓ        | ਕੋ        | ઓ        | કો        | ଓ     | କୋ     | ஓ     | கோ     | ఓ      | కో      | ಓ       | ಕೋ       | ഓ         | കോ         | ඕ       | කෝ       | ཨོ         | ཀོ         |
| au   | au  | औ          | कौ          | ঔ          | কৌ          | ਔ        | ਕੌ        | ઔ        | કૌ        | ଔ     | କୌ     | ஔ     | கௌ     | ఔ      | కౌ      | ಔ       | ಕೌ       | ഔ         | കൗ         | ඖ       | කෞ       | –         | -         |
| ṛ    | r̩   | ऋ          | कृ          | ঋ          | কৃ          | –        | –        | ઋ        | કૃ        | ଋ     | କୃ     | –     | –     | ఋ      | కృ      | ಋ       | ಕೃ       | ഋ         | കൃ         | ඍ       | කෘ       | –         | -         |
| ṝ    | r̩ː  | ॠ          | कॄ          | ৠ          | কৄ          | –        | –        | ૠ        | કૄ        | ୠ     | –     | –     | –     | ౠ      | –      | ೠ       | –       | ൠ         | കൄ         | ඎ       | කෲ       | –         | -         |
| ḷ    | l̩   | ऌ          | कॢ          | ঌ          | কৢ          | –        | –        | –        | –        | ଌ     | –     | –     | –     | ఌ      | కౄ      | ಌ       | –       | ഌ         | ക്ഌ        | (ඏ)     | –       | –         | -         |
| ḹ    | l̩ː  | ॡ          | कॣ          | ৡ          | কৣ          | -        | –        | –        | –        | ୡ     | –     | –     | –     | ౡ      | –      | ೡ       | –       | ൡ         | ക്ൡ        | (ඐ)     | –       | –         | -         |

### Zahlzeichen
| Zahl | Devanagari | Bengalisch | Gurmukhi | Gujarati | Tamil | Telugu | Kannada | Malayalam |
| ---- | ---------- | ---------- | -------- | -------- | ----- | ------ | ------- | --------- |
| 0    | ०          | ০          | ੦        | ૦        | ೦     | ౦      | ೦       | ൦         |
| 1    | १          | ১          | ੧        | ૧        | ௧     | ౧      | ೧       | ൧         |
| 2    | २          | ২          | ੨        | ૨        | ௨     | ౨      | ೨       | ൨         |
| 3    | ३          | ৩          | ੩        | ૩        | ௩     | ౩      | ೩       | ൩         |
| 4    | ४          | ৪          | ੪        | ૪        | ௪     | ౪      | ೪       | ൪         |
| 5    | ५          | ৫          | ੫        | ૫        | ௫     | ౫      | ೫       | ൫         |
| 6    | ६          | ৬          | ੬        | ૬        | ௬     | ౬      | ೬       | ൬         |
| 7    | ७          | ৭          | ੭        | ૭        | ௭     | ౭      | ೭       | ൭         |
| 8    | ८          | ৮          | ੮        | ૮        | ௮     | ౮      | ೮       | ൮         |
| 9    | ९          | ৯          | ੯        | ૯        | ௯     | ౯      | ೯       | ൯         |

## Indischer Schriftenkreis in Unicode
Die folgenden Schriften des indischen Schriftenkreises sind in der Unicode-Version 5.1 für die Datenverarbeitung kodiert:
- Indische Schriften: Bengalisch, Chakma, Devanagari, Gujarati, Gurmukhi, Kannada, Lepcha, Limbu, Malayalam, Oriya, Saurashtra, Singhalesisch, Syloti Nagri, Tamilisch, Telugu.
- Südostasiatische Schriften: Balinesisch, Buginesisch, Cham, Kayah Li, Khmer, Laotisch, Myanmar, Neu-Tai-Lue, Rejang, Sundanesisch, Tai Le, Thailändisch.
- Zentralasiatische Schriften: Phagspa, Tibetisch
- Philippinische Schriften: Buid, Hanunóo, Tagalog, Tagbanuwa

Für die korrekte Darstellung sind für die indischen Schriften in Unicode komplexe Darstellungsalgorithmen vorgesehen.
Siehe auch: Inscript; Tastatur-Layout für die Eingabe von indischen Schriften auf einem Computer